# 地區諮詢委員會
地區諮詢委員會（英語：District Advisory Board，1977年—1981年3月31日，簡稱：諮委會）是香港前官方組織，於1977年由傳統的鄉事委員會和新界新設的市鎮組織合併而成，反映新市鎮和鄉郊地區的非原居民人數有所增加，顯出傳統的架構不能充分代表新界各界的權益。諮委會的委員多屬非官方人士，來自當地各階層，但是鄉事委員會主席為當然成員，充任原居民與非原居民之間的橋樑。
諮委會負責就影響區內居民福利的事項，向香港政府提供意見。各諮委會均向政府報告其屬區如何運用撥款，以促進區內的文娛康樂活動及推行小規模的環境改善工程。1981年4月1日起，地區諮詢委員會依照香港《地方行政白皮書》所公佈的決定，改稱區議會，以反映諮委會在各區擔任日趨發展的角色。
參考1980年4月11日香港政府憲報，當時委任以下人仕擔任地區諮詢委員會委員。

## 離島諮詢委員會
離島理民府（擔任主席）
長洲鄉事委員會主席
梅窩鄉事委員會主席
南丫島北段鄉事委員會主席
南丫島南段鄉事委員會主席
坪洲鄉事委員會主席
大嶼山南區鄉事委員會主席
大澳鄉事委員會主席
東涌鄉事委員會主席
李惠芳女士
林偉強先生
楊玉麟先生
楊永庥太平紳士
離島區教育主任
離島區市政事務主任
離島區康樂體育事務主任
中區、西區、離島區總福利主任

## 西貢諮詢委員會
西貢理民府（擔任主席）
坑口區鄉事委員會主席
西貢區鄉事委員會主席
陳福成先生
陳桂生先生
陳霍寶珍女士
趙振邦先生
周天生先生
徐和德先生
李學明先生
李潤壽太平紳士
馬鴻賓先生
Nicholas Ruggiero神父
温漢璋先生
邱觀球先生
總城市設計師（新界）
西貢市政事務主任
西貢康樂體育事務主任
西貢教育主任
黄大仙及西貢區總福利主任

## 沙田諮詢委員會
沙田理民府（擔任主席）
沙田鄉公所主席
陳耀武先生
劉漢傑先生
李沛良博士
吳燦林太平紳士
吳靄儀博士
黃宏發先生
楊紹華先生
沙田新市鎮拓展工程處處長
沙田市政事務主任
沙田康樂體育事務主任
沙田教育主任
沙田及大埔區總福利主任

## 大埔諮詢委員會
大埔理民府（擔任主席）
西貢北約鄉事委員會主席
大埔鄉事委員會主席
張枝繁M.B.E.太平紳士
張惠霖先生
張漢球先生
孔祥河先生
何容生先生
賴錦璋先生
潘鎮球先生
釋慈祥大師M.B.E.
葉天養先生
於群醫生
拓展工程處處長（大埔及粉嶺）
大埔市政事務主任
沙田及大埔區總福利主任
大埔康樂體育事務主任
大埔教育主任

## 北區諮詢委員會
北區理民府（擔任主席）
粉嶺鄉事委員會主席
沙頭角鄉事委員會主席
上水鄉事委員會主席
打鼓嶺鄉事委員會主席
陳志宗醫生
張權先生
張人龍M.B.E.太平紳士
莊金寧先生
高劍清先生
廖日新先生
廖潤琛M.B.E.太平紳士
彭學瑞醫生
拓展工程處處長（大埔及粉嶺）
大埔市政事務主任
沙田及大埔區總福利主任
大埔康樂體育事務主任
北區教育主任

## 荃灣諮詢委員會
荃灣理民府兼市鎮專員（擔任主席）
馬灣鄉事委員會主席
青衣鄉事委員會主席
荃灣鄉事委員會主席
仁濟醫院董事局主席
陳啟忠先生
陳冠成先生
陳浦芳M.B.E.太平紳士
陳偉民先生
周厚澄先生
邱裘錦蘭女士
何冬青先生
何子平先生
黎明華醫生
林莫秀馨女士
林建名先生
林友光先生
蘇卓明太平紳士
田元灝議員O.B.E.太平紳士
唐尤淑圻女士
蔡玉華先生
黃繼富先生
黃帶喜先生
郁德芳女士
荃灣理民府
葵涌理民府
荃灣新市鎮拓展工程處處長
助理房屋署署長（西部房屋事務）
荃灣市政事務主任
荃灣康樂體育事務主任
荃灣高級教育官
荃灣區總福利主任

## 屯門諮詢委員會
屯門理民府（擔任主席）
屯門鄉事委員會主席
陳湖清先生
陳日新M.B.E.太平紳士
周文炳先生
何少偉醫生
何新權先生
柳子元先生
馬紹援先生
吳灼棣先生
鄧棟朝先生
屯門新市鎮拓展工程處處長
屯門市政事務主任
屯門區教育主任
屯門康樂體育事務主任
元朗及屯門區總福利主任

## 元朗諮詢委員會
元朗理民府（擔任主席）
厦村鄉事委員會主席
錦田鄉事委員會主席
八鄉鄉事委員會主席
屏山鄉事委員會主席
新田鄉事委員會主席
十八鄉鄉事委員會主席
張貴隆先生
趙樹勳太平紳士
蔡創業先生
梁省德太平紳士
馬寧熙先生
宣慶平先生
鄧乃文太平紳士
鄧兆棠醫生
鄧英奇太平紳士
黃松泉M.B.E.太平紳士
楊少初議員太平紳士
元朗教育主任
元朗康樂體育事務主任
元朗市政事務主任
元朗及屯門區總福利主任
新界鄉鎮拓展工程處處長
1. ↑  . . 香港政府印務局. 1980: 1152.